# Riksheraldikerämbetet

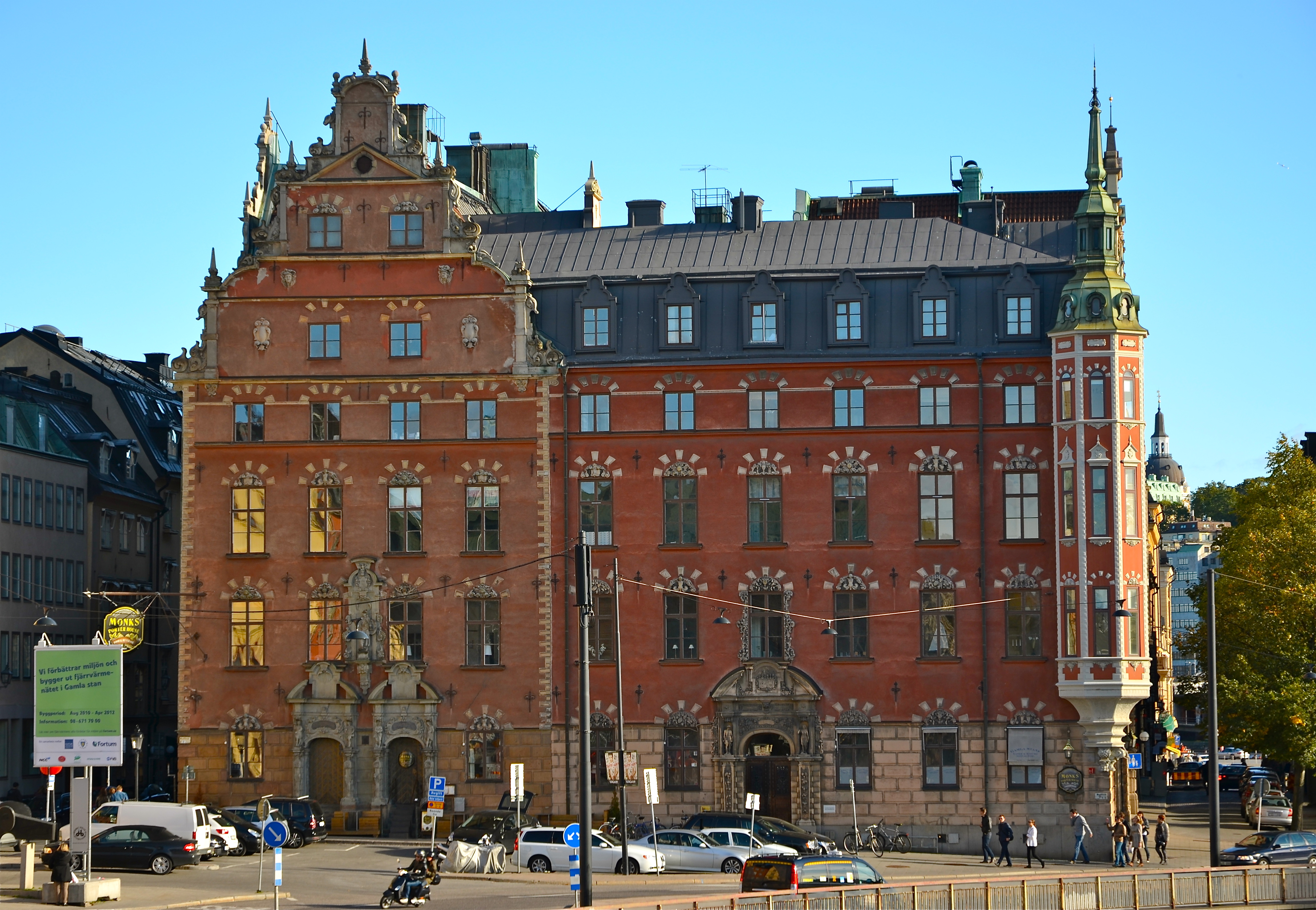
I Petersenska huset på Munkbron 11 i Gamla stan i Stockholm hade Riksheraldikerämbetet sina lokaler 1941–1953.

Riksheraldikerämbetet var en svensk statlig myndighet som utvecklades under 1700-talet, fick sin första formliga instruktion i början av 1800-talet och lades ner 1953. Chefen för myndigheten hade titeln riksheraldiker (äldre form: riksheraldicus). Från 1953 togs uppgifterna över av Riksarkivet och tjänsten bytte namn till statsheraldiker. 

## Historik
Det har antagits att det fanns en statlig verksamhet för heraldik redan på medeltiden i Sverige, sannolikt någon form av häroldsinstans, även om det inte har kunnat ledas i bevis. Vad som talar för att så var fallet var emellertid att svenska kungar började utfärda sköldebrev för nyadlade på 1400-talet. På 1500-talet medförde dock en starkare centralmakt, ett ökat adlande och inrättandet av Riddarhuset 1625, att sköldebrev upprättades i kungliga kansliet. Det har sagts att Johan III rent av själv utformade vapnen i vissa sköldebrev. Under Gustaf II Adolfs tid utfärdades en instruktion för Riddarhuset och det bestämdes att adlande bara skulle göras av kungen och att kansliet skulle utfärda sköldebreven. Vapnen standardiserades också i vissa avseenden avseende rangkronor och andra attribut för olika typer av ätter. Således synes det kungliga kansliet under den tiden ha varit en form av högsta instans för heraldiken.
När Antikvitetskollegiet hade inrättats, började kansliet använda sig av de ritare som arbetade där. Dessa hade konstnärlig förmåga och kunskap i heraldikens regler. Den förste som mer regelbundet anlitades var Elias Brenner under 1600-talet, som har utfört många av de vapen som finns på Riddarhuset. Efter honom blev ritaren Nils Tungelfelt formellt anställd som vapenmålare vid kungliga kansliet och dennes efterträdare blev (senast 1703) Carl Ludvig von Schantz. Särskilt Brenner och von Schantz anses ha besuttit stor kännedom i heraldik och fungerade närmast som riksheraldiker i praktiken, även om ämbetet ännu inte var inrättat.
Conrad Ludvig Transchiöld, som efterträdde von Schantz vid dennes bortgång 1734, var den förste som titulerades riksheraldiker, även om han inte skall ha burit titeln redan från start. Med honom tog Riksheraldikerämbetet sin formella början. Av hans efterträdare i ämbetet kan nämnas att Anders Schönberg förutom riksheraldiker även var rikshistoriograf och Jonas Carl Linnerhielm var ledamot av Målarakademien. Det var under Linnerhielms tid som den första formliga instruktionen för ämbetet upprättades i maj 1813, en instruktion som i stora drag fortfor att gälla ända till ämbetets avskaffande, även om delar av den så småningom blev obsoleta.
Sedan ståndsriksdagen hade avskaffats 1865–1866 upphörde så småningom adlandet och riksheraldikerns ansvar för adelsheraldiken blev därför mindre betungande. Däremot påfördes han andra uppgifter. I en instruktion utfärdad i augusti 1885 bestämdes bland annat att inget vapen fick sättas upp på offentliga byggnader, minnesvårdar, fanor, standar eller mynt utan att riksheraldikern först hade hörts i ärendet. Riksheraldikerns beslut i dessa frågor kunde överklagas till Kungliga Vitterhets Historie och Antikvitets Akademien. Riksheraldikern befogades också att ta ut avgifter för vissa uppgifter om han anlitades av allmänheten för dessa. Under 1900-talets första decennium tillkom de första lagarna om Sveriges riksvapen och Sveriges flagga, vilka också innebar övervakande uppgifter för riksheraldikern. Riksheraldikerämbetet engagerade sig också alltmer i att reda ut och formligt fastställa de vapen som landskapen, länen och städerna sedan gammalt använde men som ofta, genom okunskap på det lokala planet, utformades på heraldiskt tveksamma eller rent av oheraldiska vis. Under åren 1934-1936 registrerade Riksheraldikerämbetet även borgerliga privata släktvapen.
Riksheraldikerämbetet upphörde 1953 och verksamheten inordnades i Riksarkivet. I stället för en riksheraldiker fick Sverige därvid en statsheraldiker vilket avspeglade att uppgifterna sedan 1800-talet alltmer bara hade kommit att röra den offentliga sektorns heraldik.

## Riksheraldiker 1734–1953
- 1734 – 1765† Conrad Ludvig Transchiöld
- 1768 – 1772† Daniel Tilas
- 1773 – 1809† Anders Schönberg
- 1809 – 1829† Jonas Carl Linnerhielm
- 1829 – 1855† Niklas Joakim af Wetterstedt
- 1855 – 1880† August Wilhelm Stiernstedt
- 1880 – 1903† Carl Arvid Klingspor
- 1903 – 1931   Adam Lewenhaupt
- 1931 – 1953   Harald Fleetwood